# Aviat Husky

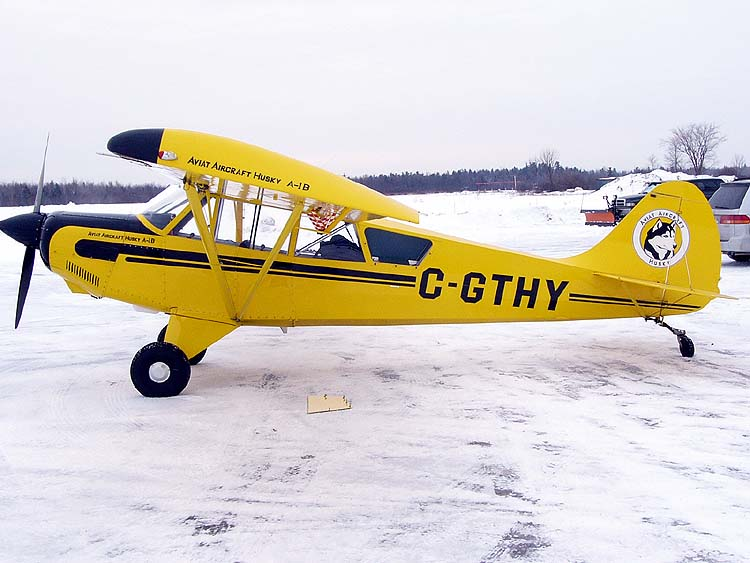
Aviat Husky

Le Aviat Husky est un appareil deux places construit par Aviat à Afton dans le Wyoming. C'est le seul avion léger qui a été conçu et produit en série dans la seconde moitié des années 1980 aux États-Unis.

## Spécifications (A-1C Husky)
- Vitesse maximale : 233 km/h
- Envergure : 11 m
- Vitesse de croisière : 230 km/h
- Nombre d'appareils fabriqués : 650+
- Premier vol : 1986
- Type de moteur : Lycoming O-360